# Erik Täcklind
Carl Erik Täcklind, född den 23 augusti 1902 i Alingsås, död den 23 januari 1967 i Lidköping, var en svensk jurist. Han var son till Magnus Täcklind.
Täcklind avlade juris kandidatexamen vid Lunds universitet 1926. Han blev assessor i Göta hovrätt 1936, tillförordnad revisionssekreterare 1940 och hovrättsråd 1941. Täcklind var häradshövding i Kinnefjärdings, Kinne och Kållands domsaga från 1952 till sin död. Han blev riddare av Nordstjärneorden 1944 och kommendör av samma orden 1959.